# 拉林斯基农村居民点
拉林斯基农村居民点（俄语：Ларинское сельское поселение）是俄罗斯联邦伏尔加格勒州阿列克谢耶夫斯卡亚区所属的一个农村居民点。其下辖有2个居民点，行政中心为拉林斯基。据2016年统计，该农村居民点的人口为744人。